# کوماگاکو
کوماگاکو (به ژاپنی: 高麗楽) یکی از گونه‌های موسیقی گاگاکو یا موسیقی درباری ژاپن است که منشا آن کره‌ای است و در دوره نارا (۷۱۰-۷۹۴) در ژاپن رواج پیدا کرد  و اغلب همراه با رقص برگزار می‌شود.  در مقایسه با دیگر انواع موسیقی گاگاکو، در کوماگاکو  تنها از سازهای بادی و ساز کوبه‌ای استفاده می‌شود و ساز زهی کاربرد ندارد.